# (11517) Esteracuna
(11517) Esteracuna est un astéroïde de la ceinture principale.
Il est nommé en hommage à une astronome chilienne.

## Description
(11517) Esteracuna est un astéroïde de la ceinture principale. Il fut découvert le 12 mars 1991 à La Silla par Henri Debehogne. Il présente une orbite caractérisée par un demi-grand axe de 3,12 UA, une excentricité de 0,15 et une inclinaison de 0,6° par rapport à l'écliptique.

## Compléments